# Pedro Luis Gallego
Pedro Luis Gallego (Madrid, 24 de octubre de 1815-Salamanca, 8 de octubre de 1840) fue un compositor, pianista y crítico musical español.

## Biografía
Natural de Madrid, donde nació en 1815, se educó en el seminario de los jesuitas, donde estudió humanidades, bellas letras, literatura, poesía, lenguas latina, arábiga y francesa, dibujo y música. Obtuvo los primeros premios a los quince años en los exámenes de retórica, lengua arábiga y francesa celebrados en aquella institución. Tras salir de allí poco después, estuvo empleado en el Tribunal de Guerra y Marina y en la Junta de Aduanas y Aranceles. El 13 de diciembre de 1836, se le admitió como socio del Ateneo Científico, Literario y Artístico de la capital, y en julio del año siguiente fue nombrado miembro de la comisión que había de encargarse de la formación de inventarios clasificados de objetos científicos y artísticos del convento de la villa de Horche, donde se hallaba a la sazón convaleciendo de una enfermedad que padeció.
El 6 de noviembre de aquel mismo año, se le nombró procurador, como profesor de música, de la corporación del liceo madrileño, para la prosperidad y fomento de la literatura y artes nacionales. Asimismo, en diciembre fue designado vocal de la junta encargada de examinar todas las obras de música para su ejecución en los teatros principales de la corte. En mayo del año siguiente, ascendió a primer secretario de la sección musical del liceo, pero, habiendo caído enfermo, marchó a la Alcarria, donde mejoró algo y pudo dedicarse a escribir varios artículos de política para periódicos y a componer algunas novelas y poesías, algunas que llegaron a publicarse y otras que no.
Incursionó también en la pintura, con algunos cuadros y retratos de varios amigos, y, ya de vuelta en Madrid, escribió artículos sobre la creación de la ópera española que gozaron, según Baltasar Saldoni, de cierta aceptación en los periódicos en que se publicaron. Llegó a componer el primer acto de una ópera de su creación titulada Don Juan, que llegó incluso a ensayar en presencia de varios amigos pero que no pudo concluir ni estrenar, pues le sobrevino la muerte en Salamanca el 8 de octubre de 1840. Dejó inéditas varias composiciones.